# 博福爾坦山

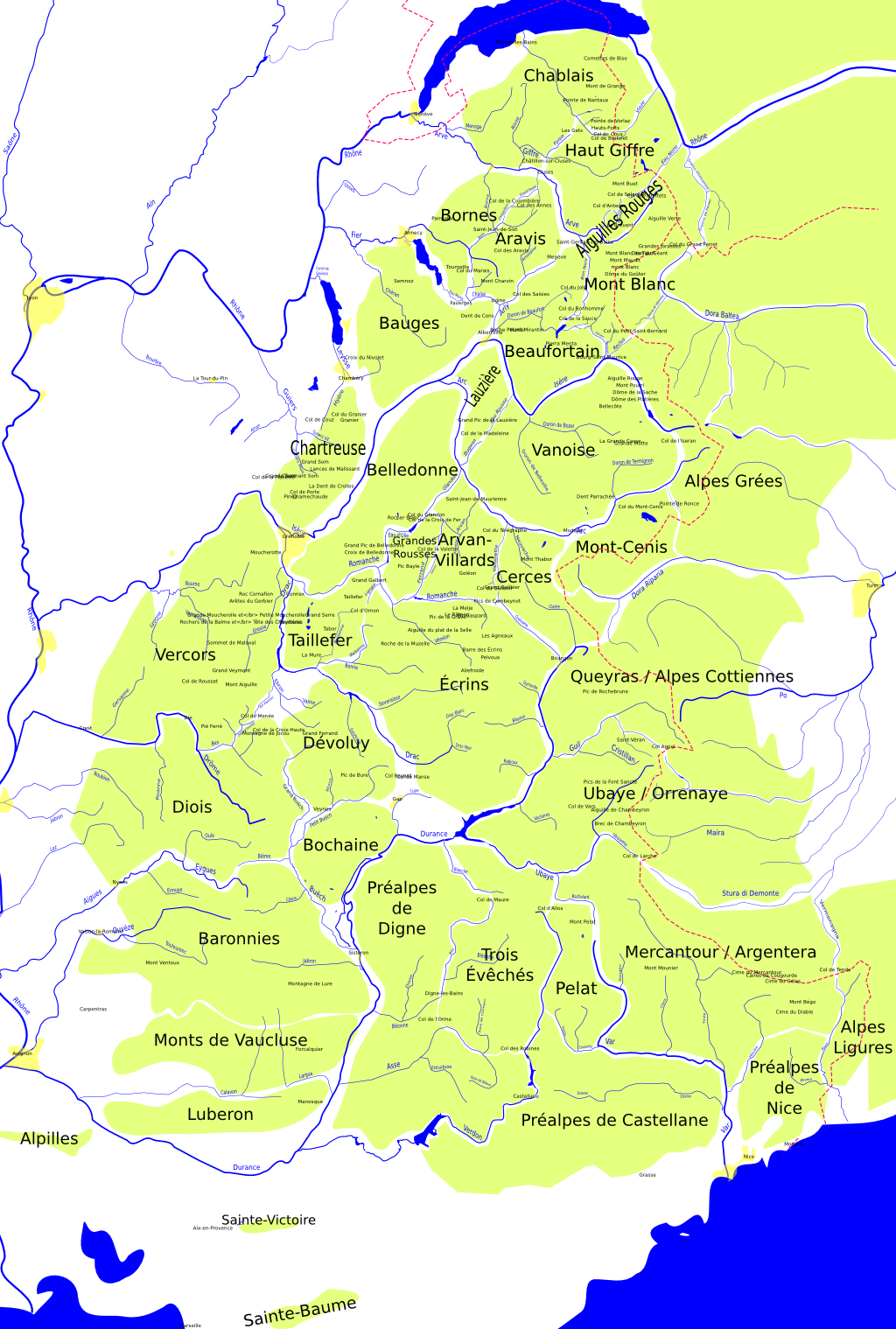

博福爾坦山（法语：Massif du Beaufortain）是法國的山體，位於該國東南部，由奧文尼-隆-阿爾卑斯大區負責管轄，屬於格拉耶山的一部分，最高點是海拔高度2,995米的鲁瓦涅山。